# Willy Schwedler
Willy Schwedler (* 4. August 1894 in Pankow; † 26. März 1945) war ein deutscher Fußballspieler. Der Torhüter bestritt sein einziges Länderspiel für die A-Nationalmannschaft am 18. September 1921 in Helsinki bei einem 3:3-Unentschieden im Vergleich mit der Nationalmannschaft Finnlands.

## Karriere

### Vereine
Schwedler gehörte den Blau-Weißen des VfB Pankow von 1907 bis 1930 an und kam aufstiegsbedingt von der Saison 1918/19 bis 1924/25 in der vom Verband Brandenburgischer Ballspielvereine in einer Gruppe mit 18 bzw. 13 Mannschaften im Rundenturnier mit Hin- und Rückspiel organisierten Berliner Fußballmeisterschaft, von der Saison 1920/21 bis 1924/25 in der Gruppe B der Verbandsliga zum Einsatz. Von 1925 bis 1930 spielte er abstiegsbedingt wieder in der zweiten Spielklasse. Von 1916 bis 1922 stürmte im Angriff des VfB Pankow der neunmalige Nationalstürmer Willi Worpitzky.

### Nationalmannschaft
Am 18. September 1921 bestritt der Torhüter des VfB Pankow in Helsinki bei einem 3:3-Remis gegen Finnland sein einziges Länderspiel für die deutsche Fußballnationalmannschaft. Dabei gab er, auch bedingt durch eine im Spiel selbst zugezogene Handverletzung, keine allzu gute Figur ab, so dass er für weitere Einsätze für den DFB keine Berücksichtigung mehr finden sollte. Neben Schwedler debütierten in Helsinki auch noch Josef Müller, Alfred Au, Josef Herberger und Willi Hutter im DFB-Team, das von Mannschaftskapitän Karl Tewes von Viktoria 89 Berlin angeführt wurde.
Im Jahr 1922 trat Schwedler mit der Auswahl von Brandenburg im Wettbewerb um den Kampfspielpokal in den zwei Spielen gegen Balten (5:1) und Westdeutschland (0:2) an.
Zum 1. März 1937 trat er der NSDAP bei (Mitgliedsnummer 3.906.403).

## Erfolge
- Ostkreismeister 1921